# Ademar Manarini
Ademar Manarini (Campinas, 5 de abril de 1920 — São Paulo, 12 de abril de 1989) foi um empresário, orquidófilo e fotógrafo brasileiro.

## Biografia
Fotógrafo autodidata premiado, Manarini foi também fundador de duas empresas que, em suas origens, estavam envolvidas com material para cultivo de orquídeas. A primeira, Equipesca, fundada em 1960, situada na cidade de Campinas, em São Paulo, continua suas atividades em 2009. A outra foi fundada em 1980, o laboratório Equilab, que não mais existe, foi pioneira no desenvolvimento de cultura de orquídeas por micropropagação no Brasil.
Em 1985, o Museu da Imagem e do Som de São Paulo organizou uma retrospectiva sobre seu trabalho fotográfico: Manarini, 35 anos de fotografia.